# Mărăști-i csata
A mărăști-i csata az első világháború román frontjának egyik összecsapása volt 1917 nyarán. A dél-moldvai Mărăști térségébe irányuló román-orosz offenzíva elsődleges célja a keleti fronton zajló Kerenszkij-offenzíva támogatása lett volna. Habár a hadművelet kezdetben jelentős sikereket ért el, az orosz offenzíva kudarcba fulladása után a mărăști-i offenzívát is leállították.

## Előzmények
1917 elejére – a központi hatalmak sikeres hadműveleteinek köszönhetően – a román hadsereg nagyjából a történelmi Moldva területére szorult vissza, feladva a teljes Havasalföldet és Dobrudzsát. 1916. december 6-án Bukarest is elesett, így a román kormány Jászvásárba helyezte át székhelyét.
1917 tavaszán azonban megkezdődött egy, a keleti fronton indítandó orosz offenzíva terveinek kidolgozása, mely nevét kiötlőjéről, Alekszandr Fjodorovics Kerenszkij védelmi miniszterről kapta. Kerenszkij – az orosz offenzívával párhuzamosan – számított a szövetséges Románia segítségére is, melynek Moldva térségében kellett megindítania támadását a német és osztrák-magyar vonalak ellen. A moldvai offenzíva megtervezése Alexandru Averescu román tábornokra hárult. Averescu a támadás végrehajtására az 1. és a 2. román hadsereget rendelte a frontvonalba, a 7. és a 9. orosz hadsereggel megerősítve. Az 1. hadsereg Nămoloasa, míg a 2. Mărăști irányába volt hivatott megindítani a támadást. Az offenzíva siker esetén a teljes 9. német hadsereg bekerítésével és megsemmisítésével, valamint a Román-alföldre való kijutással kecsegtetett.

## A csata

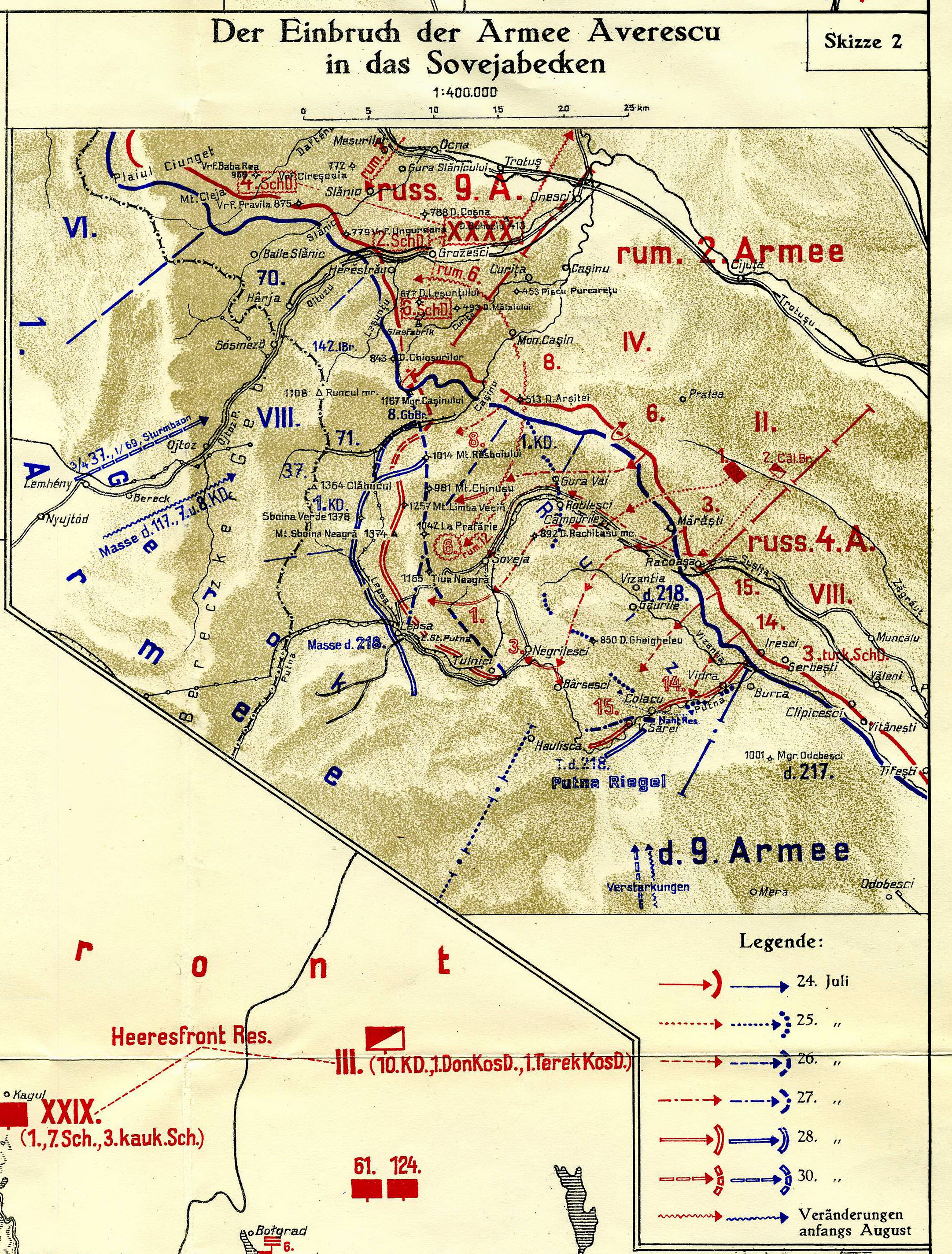
A csata térképe

Az offenzíva 1917. július 22-én, déli 12 órakor vette kezdetét egy heves tüzérségi előkészítéssel, mely nyolc órán át tartott. A tüzérségi támadást másnap megismételték, majd 24-én hajnalban, 03:50-kor kezdetét vette a román-orosz gyalogság rohama az ellenséges állások ellen. A sötétség leple alatt véghezvitt támadás megtette hatását, a német-osztrák-magyar csapatok rövid ellenállás után Mărăști faluig vonultak vissza. A visszavonuló ellenséget üldözve, a 22. román gyaloghadosztály elfoglalta a település közvetlen környékét uraló magaslatot, ahonnan állandó tűz alatt tarthatták a központi hatalmak csapatait. A német és osztrák–magyar hadvezetés így elrendelte a település kiürítését.
Az Averescu által kidolgozott haditerv értelmében, a Mărăști-i támadással párhuzamosan kellett volna sor kerüljön a Nămoloasa irányába indított támadásra, ennek megindítása azonban nem volt kivitelezhető, mert az orosz hadvezetés – a Kerenszkij-offenzíva egyre inkább érezhető kudarca miatt – átcsoportosította a román fronton harcoló csapatainak zömét a galíciai frontvonalra. Az offenzíva folytatása így értelmetlenné vált, ennek ellenére a román csapatok augusztus 1-ig folytatták az ellenséges állások ostromlását, a frontvonalt mintegy 35 km-re tolva délre.

## Következmények
Bár elsődleges céljait nem érte el, a Mărăști-i offenzíva volt az első világháború román frontjának legsikeresebb hadművelete – az antant szemszögéből. A hadművelet egy mintegy 35 km-s területnyereséget eredményezett, emellett pedig jelentős mértékben javított a román katonák morálján is.
A Mărăști-i offenzívára válaszul, augusztusban a központi hatalmak megkísérelték végleg letörni a román ellenállást, támadásba lendülve Mărășești térségében és az Ojtoz-patak völgyében (lásd a Mărășești-i csata és Ojtozi csata (1917) szócikkeket). A román csapatok ellenállásának köszönhetően azonban mindkét támadás meghiúsult, a frontvonal pedig huzamosabb időre stabilizálódott.